# ポイズンブラック
ポイズンブラック（Poisonblack）は、フィンランド出身の元センテンストのフロント・マン、ヴィレ・レイヒアラ率いるヘヴィメタルバンド。初期の音楽性はゴシックメタルに属している。

## 略歴
センテンストの黄金期のヴォーカリストであるヴィレ・レイヒアラが、センテンスト在籍中の2000年にギターに専念するため中心となって結成した。結成時のメンバーは、ヴィレ・レイヒアラ (G)、ヤンネ・クッコネン (B)、マルコ・スネック (Key)、タルモ・カネルハ (Ds)。2001年にJ.P.レパルオト (Vo)が加入。2002年にはセカンド・ギタリストとしてヤンネ・ダールグレン (G)が加入。2003年に1stアルバム『Escapexstacy』をセンチュリー・メディア・レコードからリリースしデビューする。リリース後、J.P.レパルオトとヤンネ・ダールグレンが脱退。新ヴォーカリスト加入も検討されたが、結局ヴィレがヴォーカルを兼任することとなった。2004年にはヤンネ・クッコネンが脱退し、アンティ・レメス (B)が加入している。またヤンネ・マルクス (G)も同年に加入している。
2006年に2ndアルバム『Lust Stained Despair』をリリース。『Lust Stained Despair』は前作に比べ、叙情的なメロディーはそのままに、よりメタリックでヘヴィな仕上がりとなった。2010年には3rdアルバム『A Dead Heavy Day』をリリース。『A Dead Heavy Day』ではヤンネ・マルクスもソング･ライティングに積極的に関与。このアルバム以降ブルージーなテイストも加わり、ハードでヘヴィな中に哀愁や陰鬱さを帯びた独自の路線を確立する。同年にヤンネ・マルクスが脱退。しかし、メンバー補充は行われずライヴギタリストを立てて活動を継続する。センチュリー・メディア・レコードからフィンランドの新興レーベル、ハイプ・プロダクションに移籍。2011年に5thアルバム『Drive』をリリース。2013年に6thアルバム『Lyijy』をワーナー・ミュージックからリリースした。
2010年にはFINLAND FEST 2010 -METAL ATTACKに出演し、センテンスト時代に実現しなかった来日を果たしている。
2015年8月21日地元オウルでのライブを最後に、限りなく解散に近い「無期限の活動休止」に入った。

## メンバー
- ヴィレ・レイヒアラ (Ville Laihiala) - ボーカル、ギター (2000-2015)

センテンストで活動。
- アンティ・レメス (Antti Remes) - ベース (2004-2015)
- タルモ・カネルハ (Tarmo Kanerva) - ドラム (2000-2015)
- マルコ・スネック (Marco Sneck) - キーボード (2000-2015)

カルマ、カロン等で活動。

### 旧メンバー
- ユハ＝ペッカ・レパルオト (Juha-Pekka Leppäluoto) -ボーカル (2001-2003)

カロン、ハルマヤ、ノーザン・キングスなどで活動。アモルフィスのライヴに参加したことがある。
- ヤンネ·ダールグレン (Janne Dahlgren) - ギター (2002-2003)
- ヤンネ·マルクス (Janne Markus) - ギター (2004-2010)

ザ・マン＝イーティング・ツリー などで活動。
- ヤンネ・クッコネン (Janne Kukkonen) - ベース (2000-2004)

### ツアーメンバー
- ヴェリ・マッティ・カナネン (Veli-Matti Kananen) -キーボード

カルマで活動。
- アンティ･レイヴィスカ (Antti Leiviskä) - ギター

## ディスコグラフィ
アルバム
- 2003年 Escapexstacy
- 2006年 Lust Stained Despair
- 2008年 A Dead Heavy Day
- 2010年 Of Rust and Bones
- 2011年 Drive
- 2013年 Lyijy

EP
- 2003年 Love Infernal
- 2006年 Rush
- 2008年 Bear The Cross
- 2011年 Mercury Falling

DVD
- 2008年 A Dead Heavy Day（DVD）